# Metazygia corima
Metazygia corima là một loài nhện trong họ Araneidae.
Loài này thuộc chi Metazygia. Metazygia corima được Herbert Walter Levi miêu tả năm 1995.